# Transparentspiegel

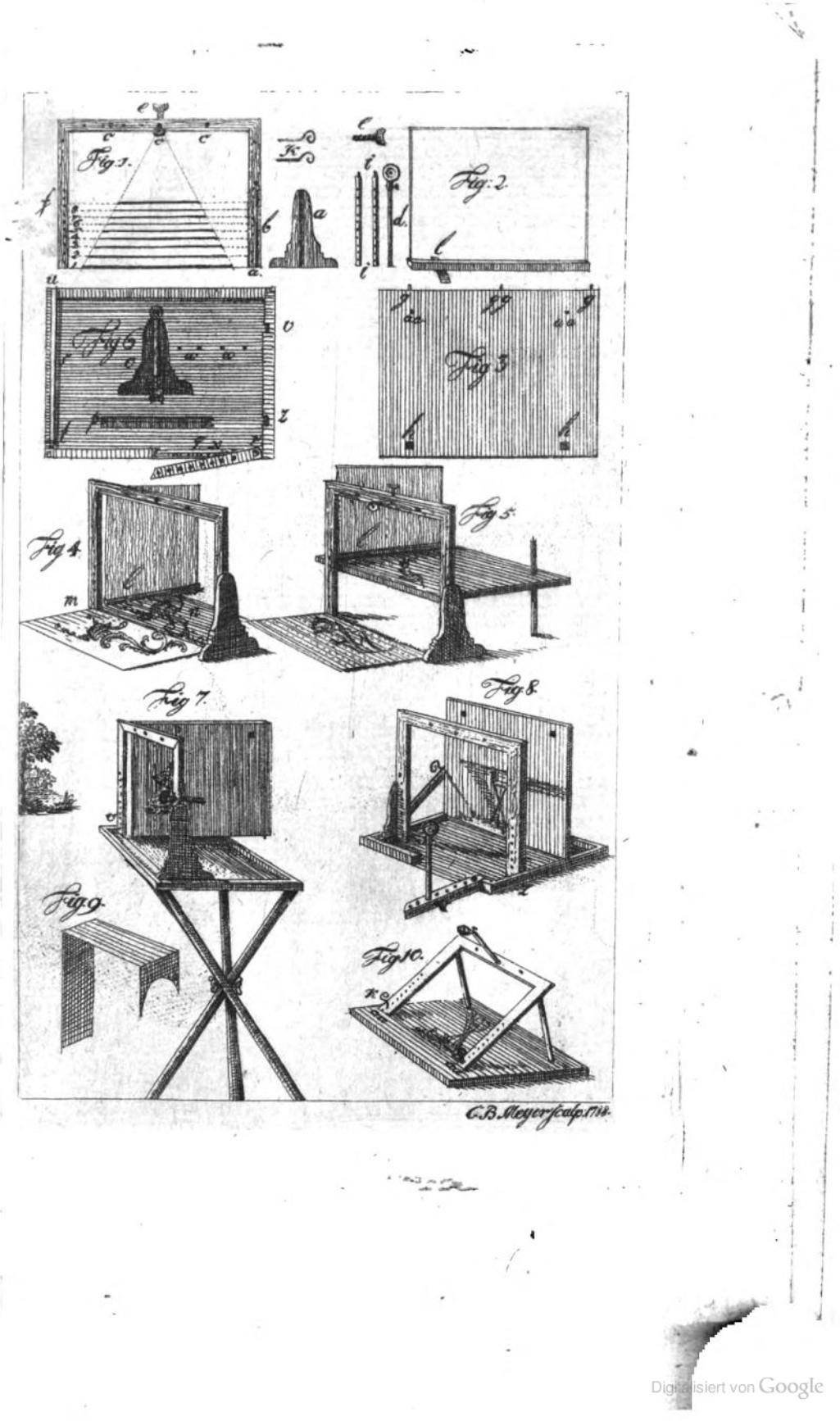
Der Transparentspiegel nach Conrad Bernhard Meyer

Ein Transparentspiegel ist ein Apparat, der um 1787 von Conrad Bernhard Meyer (1755–1830) erfunden wurde und dem Zeichner helfen soll, Gegenstände naturgetreu abzuzeichnen.

## Geschichte
Hintergrund seiner Erfindung ist wohl die Tatsache, dass Meyer 1786 einen Huldigungstempel von 14 Metern Höhe gebaut hatte, aber von den Honorarforderungen der Kupferstecher abgeschreckt wurde. Er wollte diese Stiche dann selbst machen, hatte aber keine künstlerische Ausbildung.
So ersann er einen Apparat, der es ihm ermöglichte, selbst Zeichnungen anzufertigen. Dieser besteht aus Spiegelglas in einem Rahmen und einem zweiten Rahmen, in den das Papier eingelegt wird. Mit dem Gerät war es möglich, zu verkleinern und zu vergrößern und Landschaftsaufnahmen zu machen.
Die Erfindung machte Meyer nicht reich. Er verkaufte aber eine Reihe von Porträts und Ansichten ostfriesischer Städte. Die Veröffentlichung der Beschreibung machte ihn bekannt und der Apparat war eine Zeitlang bei vielen Künstlern in Gebrauch. Infolgedessen ging der Apparat auch in literarische Werke ein, unter anderem bei Jean Paul.